# أندريه دو لورنس
أندريه دو لورنس (بالفرنسية: André du Laurens) هو طبيب وجراح فرنسي، ولد في 9 ديسمبر 1558 في آرل في فرنسا، وتوفي في 6 أغسطس 1609 في باريس في فرنسا.